# Psusenes I.
Psusenes I. (iz grškega starogrško Ψουσέννης, Psousénnes) je bil tretji faraon Enaindvajsete egipčanske dinastije, ki je vladal iz Tanisa v letih 1047-1001 pr. n. št., * ni znano, † okoli 1001 pr. n. št.
Bil je sin visokega svečenika Pinedžema I. in Henuttavi, hčerke Ramzesa XI. in Tentamun. Poročen je bil s svojo sestro Mumtnedžmet.
Psusenns je grška različica rgipčanskega imena Pasibhkahu ali Hor-Pasebakhaenniut (egipčansko ḥor-p3-sib3-ḫˁỉ-<n>-niwt), ki pomeni »v mestu se je pojavila zvezda«. Njegovo prestolno ime Akheperre Setepenamun se prevaja kot »Mogočni so manifestacija Raja, izbrani od Amona«.

## Vladanje
Natančna dolžina Psusenesovega vladanja ni znana, ker mu različni prepisi  Manetonovega seznama faraonov pripisujejo 41 ali 46 let. Nekateri egiptologi so predlagali, da se 41 let poveča na 51 let, da bi bila vladavina bolj usklajena z anonimnima vladarskima letoma 48 in 49 v Gornjem Egiptu. Nemški egiptolog Karl Jansen-Winkeln je predlagal, da bi se ta leta morala pripisati službovanju visokega Amonovega svečenika Menkheperreja, ki je izrecno dokumentiran v zapisih iz leta 48. Jansen-Winkeln omenja, da so imeli v prvi polovici Enaindvajsete dinastije svečeniki Herihor, Pinedžem I. in Menkheperre različno dolgo vladarske atribute in vladarske naslove, medtem ko se prvi trije taniški faraoni Smendes, Amenemnisu in Psusenes I.  v Gornjem Egiptu skoraj nikoli ne omenjajo po imenu. Izjema je grafit na Smendesovi skalni steli. V nasprotju z njimi so nasledniki Psusenesa I.,  na primer Amenemope, Osorkon starejši in Siamun, v dokumentih iz Gornjega Egipta pojavljajo dokaj pogosto, medtem ko njihovemu sodobniku, tebanskemu visokemu svečeniku Pinedžemu II., v celi karieri niti enkrat ne pripisujejo vladarskih atributov ali naslovov.
Vladarski leti 49, ki izhajata iz Teb in Kom Omba, bi se lahko pripisali visokemu svečeniku Menkheperreju v Tebah in ne Psusenesu I., vendar je to še vedno negotovo. Uredniki Priročnika za staro egiptovsko kronologijo (Handbook to Ancient Egyptian Chronology) so vladavino Psusenesa I.  ocenili na  46 let.
Psusenes je bil očitno v dobrih odnosih z Amonovimi svečeniki v Tebah, ker je veliki svečenik Smendes II. svojemu vladarju daroval nekaj grobnih pridatkov, ki so jih odkrili v Psusenesovi grobnici.
Psusenes je  med svojo dolgo vladavino zgradil osrednji del Velikega templja v Tanisu, posvečenega triadi Amon, Mut in Honsu,  in obzidje okoli njega.

## Pokop
Profesor Pierre Montet je leta 1949 v Tanisu odkril nedotaknjeno grobnico faraona Psusenesa I. (No.3 ali NRT III). Na žalost so zaradi vlage skoraj vsi leseni predmeti v grobnici strohneli. Ohranila se je mogočna faraonova posmrtna maska iz zlata in lapisa lazuli z vstavki iz belega in črnega stekla za oči in obrvi. Mojstrovina taniškega zlatarstva ima dimenzije 38 x 48 cm in je na ogled v Kairskem muzeju. Faraonovi prsti rok in nog so bili v zlatih naprstnikih z dodelanimi nohti, na nogah pa so bile zlate sandale. Na vseh prstih so bili tudi zlati prstani z vdelanim lapisom lazuli ali kakšnim drugim poldragim kamnom.
Psusenesov notranji in zunanji sarkofag sta izvirala iz ene od starih grobnic v Dolini kraljev, kar v Tretjem vmesnem obdobju ni bilo nič neobičajnega. Kartuša na rdečem zunanjem sarkofagu kaže, da je bila prvotno narejen za faraona Merneptaha, naslednika Ramzesa II.  iz Devetnajste dinastije. Psusenesova notranja krsta je bila srebrna z zlatimi vstavki. Ker je bilo v Egiptu srebro mnogo bolj redko in zato dragocenejše od zlata, je Psusenesova krsta pomenila veliko razkošje v sicer propadajočem Egiptu.
Douglass Derry, ki je na Oddelku za anatomijo Kairske univerze leta 1940 preučeval  Psusenesovo glavo, je ugotovil, da je bil faraon ob smrti star mož. Njegovi zobje so bili zelo obrabljeni in v slabem stanju. Trpel je tudi zaradi artritisa in bil zato v zadnjih letih življenja verjetno invalid.